# Jayna Hefford
Jayna Hefford (Trenton, 14 maggio 1977) è una hockeista su ghiaccio canadese.
Ha vinto ben cinque medaglie olimpiche nell'hockey su ghiaccio con la nazionale femminile canadese. In particolare ha vinto quattro medaglie d'oro nei tornei delle Olimpiadi invernali di Salt Lake City 2002, Torino 2006, Vancouver 2010 e Soči 2014, mentre ha vinto la medaglia d'argento alle Olimpiadi invernali di Nagano 1998.
Ha partecipato quindi a cinque edizioni dei giochi olimpici invernali, vincendo in ognuna di esse una medaglia.
Nelle sue partecipazioni ai campionati mondiali ha conquistato ben sette medaglie d'oro (1997, 1999, 2000, 2001, 2004, 2007 e 2012) e cinque medaglie d'argento (2005, 2008, 2009, 2011 e 2013).